# Burnin’ in Bordeaux: Live in France 1969
Burnin’ in Bordeaux: Live in France 1969 ist ein Jazzalbum von Cannonball Adderley. Die am 14. März 1969 im Alhambra Theatre in Bordeaux entstandenen und von Zev Feldman produzierten Aufnahmen erschienen am 26. April 2024 auf Elemental Music.

## Hintergrund
Der Saxophonist Cannonball Adderley ging (nachdem er im Oktober 1968 noch weiteres Material für seine LP Cannonball Adderley Quintet in Person für Capitol Records eingespielt hatte) mit seinem Quintett im Frühjahr 1969 auf eine Europatournee. In seiner Band spielten sein Bruder Nat Adderley (Kornett), Joe Zawinul (der Piano und E-Piano spielte), Victor Gaskin am Bass und Roy McCurdy am Schlagzeug. Das Cannonball Adderley Quintet absolvierte neben dem Konzert in Bordeaux, das vom ORTF mitgeschnitten wurde, Auftritte in u. a. Hamburg, Stuttgart, Rom und Paris. Nach der Rückkehr der Gruppe in die Vereinigten Staaten entstand im Oktober 1969 die LP Country Preacher, die Studioversionen einiger der Stücke enthielt, die auch in Bordeaux dargeboten wurden.

## Titelliste
- Cannonball Adderley: Burnin’ in Bordeaux: Live in France 1969 (Elemental Music 5990548)[2]

CD 1
1. The Scavenger  (Joe Zawinul) 13:31
2. Manhã de Carnaval (Luiz Bonfá, Antônio Carlos Jobim) 10:19
3. Work Song (Nat Adderley, Oscar Brown, Jr.) 9:05
4. Somewhere (Leonard Bernstein, Stephen Sondheim) 5:30
5. Why Am I Treated So Bad  (Roebuck „Pops“ Staples)/The Scene (Joe Zawinul, Nat Adderley) 8:39

CD 2
1. Experience in Lille (Joe Zawinul) 11:22
2. Blue ’n’ Boogie (Dizzy Gillespie, Frank Paparelli) 8:51
3. Come Sunday (Duke Ellington) 5:57
4. Walk Tall (Baby That's What I Need) (Joe Zawinul) 2:07
5. Mercy, Mercy, Mercy  (Joe Zawinul) 4:13
6. The Scene (Joe Zawinul-Nat Adderley) 2:34
7. Oh Babe (Nat & Cannonball Adderley) 4:52

## Rezeption
Manches Material sei etwas anspruchsvoller, als man es von Adderley erwarten würde, insbesondere „Experience in E“<sic>, und es sei auch interessant zu hören, wie sich die Gruppe in neues Terrain vorwage, schrieb Alan Musson (UK Vibe). Ebenso würden hier die bekannten Funk-durchdrungenen Blues-Stile der Gruppe wieder auftauchen und mit dieser Art von Material scheine sich die Gruppe am wohlsten zu fühlen. Das sei einfach fröhliche Musik. Das unvermeidliche „Mercy, Mercy, Mercy“ und auch „Walk Tall“ seien diese beiden Melodien und die beiden folgenden, von Blues durchdrungenen Melodien [„The Scene“ und „oh Babe“], die den Klang von Adderleys Musik veranschaulichten. Dieser Mitschnitt biete also eine sehr abwechslungsreiche Musikauswahl.